# Villavieja del Lozoya
Villavieja del Lozoya – niewielka miejscowość w Hiszpanii we wspólnocie autonomicznej Madryt, 79 km na północny zachód od Madrytu. W Villavieja del Lozoya jest jedno publiczne przedszkole.

## Historia
Do czasu reformy nazewnictwa gminnego w 1916 roku miejscowość nazywała się po prostu Villavieja. W tym roku jej nazwa została zmieniona na Villavieja del Lozoya.